# Nexus 10
Nexus 10 là một máy tính bảng đồng phát triển bởi Google và Samsung Electronics chạy hệ điều hành Android. Nó là máy tính bảng thứ hai của dòng Google Nexus, một thiết bị tiêu dùng của gia đình Android bán ra bởi Google và xây dựng bởi một số đối tác sản xuất khác. Kế tiếp sự thành công của 7-inch Nexus 7 — máy tính bảng Nexus đầu tiên — Nexus 10 đã phát hành bản 10.1-inch, màn hình 2.560×1.600 pixel, với độ phân giải cao nhất thế giới tại thời điểm ra mắt. Nexus 10 được công bố vào 29 tháng 10 năm 2012, và có sẵn vào 13 tháng 11 năm 2012. Thiết bị có sẵn 2 kích cỡ dung lượng, 16 GB với US$399 và 32 GB với US$499. Cùng với điện thoại Nexus 4, Nexus 10 chạy phiên bản 4.2 ("Jelly Bean") của Android, trong đó có một số tính năng mới, như: 360° chụp ảnh toàn cảnh gọi là "Photo Sphere"; một menu thiết lập nhanh; widgets trên màn hình khóa; tiên đoán văn bản; một phiên bản nâng cấp của Google Now; và đa tài khoản người dùng trên máy tính bảng.
Google phát hành thiết bị vào 29 tháng 10 năm 2012. Do nhu cầu cao, thiết bị nhanh chóng bán hết trên cửa hàng Google Play. Từ lúc phát hành đến nay thiết bị đã trải qua 2 lần cập nhật lớn và hiện đang chạy Android 4.4 "KitKat".